# Посёлок дома отдыха «Отличник»
Посёлок дома отдыха «Отличник» — посёлок сельского типа в Наро-Фоминском районе Московской области входит в состав городского поселения Селятино. Население — 149 чел. (2010). До 2006 года посёлок входил в состав Петровского сельского округа.
Посёлок расположен на северо-востоке района, на левом берегу реки Берёзовка (приток Нары), примерно в 18 километрах к северо-востоку от Наро-Фоминска, у южной окраины (через шоссе М3 Украина) пгт Селятино, высота центра над уровнем моря 222 м. Ближайшие населённые пункты — Сырьево в 0,5 км на юг и Софьино в 1,5 км на северо-восток.

## Население
| 2002 | 2006 | 2010 |
| ---- | ---- | ---- |
| 195  | ↗215 | ↘149 |